# Chris Pyatt
Chris Pyatt est un boxeur anglais né le 3 juillet 1963 à Londres.

## Carrière
Passé professionnel en 1983, il devient successivement champion d'Angleterre et champion d'Europe EBU des poids moyens en 1986 puis champion du monde WBO de la catégorie le 19 mai 1993 en dominant aux points Sumbu Kalambay. Pyatt conserve sa ceinture contre Hugo Antonio Corti et Mark Cameron avant d'être battu aux points par Steve Collins le 11 mai 1994. Il met un terme à sa carrière en 1997 sur un bilan de 46 victoires et 5 défaites.